# James Skivring Smith
James Skirving Smith, né le 26 février 1825 à Charleston en Caroline du Sud et mort en 1892 à Buchanan, est le sixième président du Liberia de novembre 1871 à janvier 1872.

## Biographie
Smith est né à Charleston, en Caroline du Sud, le 26 février 1825, le quatrième des sept enfants des noirs libres Carlos et Catharine Smith. Lui et sa famille sont arrivés au Libéria en 1833 et ses parents sont morts du paludisme dans l'année qui a suivi leur arrivée. Après avoir travaillé avec un médecin blanc de l'American Colonization Society, Smith est retourné aux États-Unis pour étudier la médecine au University of Vermont College of Medicine. Il a été transféré au Berkshire Medical College de Pittsfield, Massachusetts, d'où il a obtenu son diplôme de médecine en 1848. Il était le deuxième Afro-Américain à obtenir son diplôme d'une faculté de médecine aux États-Unis, après David J. Peck, diplômé du Rush Medical College en 1847. Il est ensuite retourné au Libéria nouvellement indépendant, travaillant pour l'ACS en tant que médecin.

## Liens
- Notices d'autorité :   - VIAF
  - LCCN
  - WorldCat